# Vätterstranden

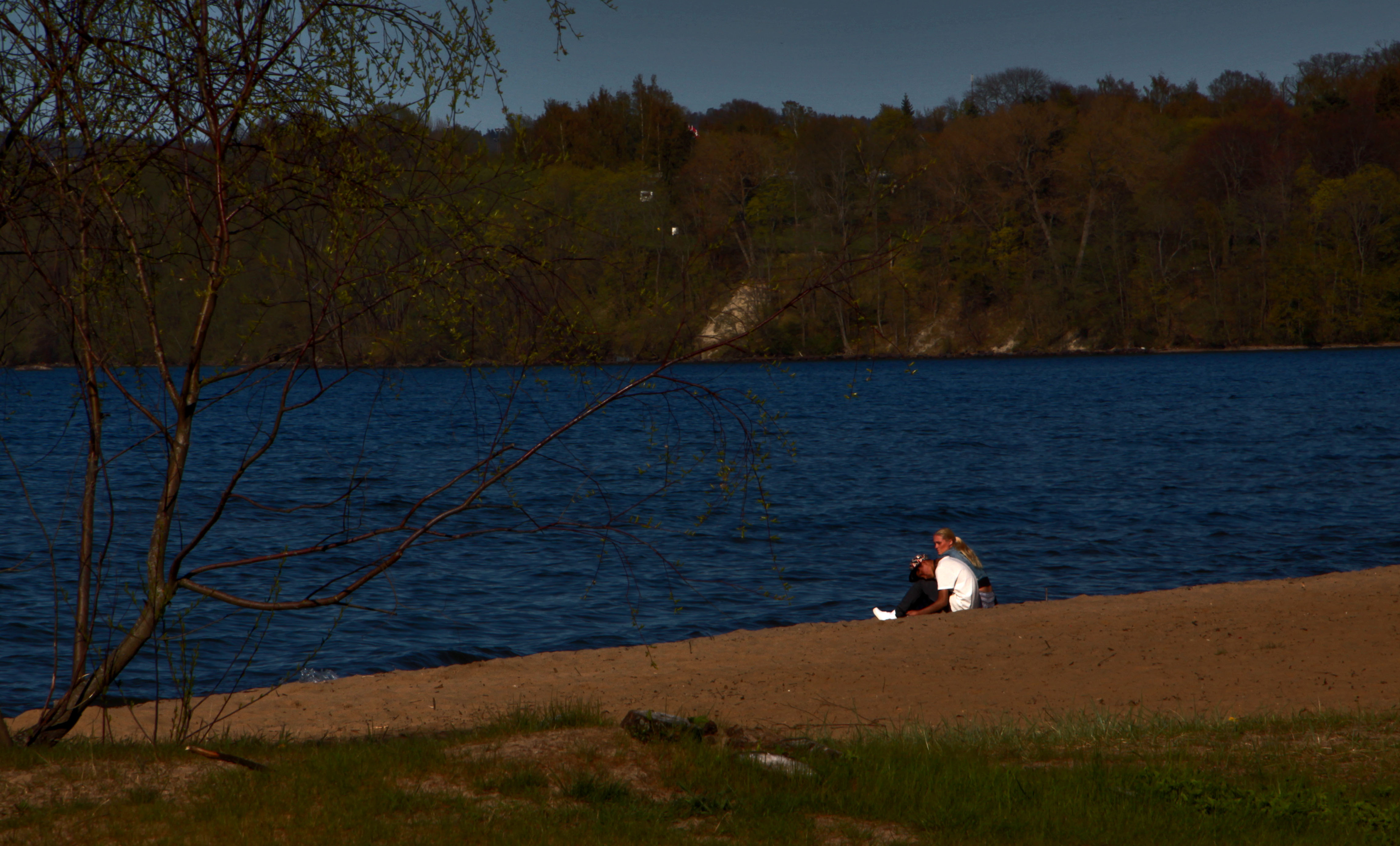
Vätterstranden

Vätterstranden är en strand i Jönköping vid södra delen av Vättern.
Den östra delen av stranden är en lång badstrand med sand- och grusbotten, medan den västra delen består av en smalare landremsa skild från bebyggelsen av en banvall med enkelspår. 
Förslag på att flytta hela järnvägens sträckning till söder om Munksjön har framlagts, för att frigöra Vätterstranden från järnvägen och öka tillgängligheten för Jönköpings invånare, men det finns också planer på att utöka den befintliga järnvägen till dubbelspår..